# Division d'Honneur 1933-34
La Primera División de Bélgica 1933/34 fue la 34.ª temporada de la máxima competición futbolística en Bélgica.

## Tabla de posiciones
| Pos | Equipo                      | PJ | PG | PE | PP | GF | GC | Pts | DG  | Notas                    |
| --- | --------------------------- | -- | -- | -- | -- | -- | -- | --- | --- | ------------------------ |
| 1   | Royale Union Saint-Gilloise | 26 | 17 | 9  | 0  | 88 | 35 | 43  | +53 |                          |
| 2   | Daring Club de Bruxelles    | 26 | 16 | 3  | 7  | 67 | 42 | 35  | +25 |                          |
| 3   | Standard Liège              | 26 | 17 | 1  | 8  | 92 | 65 | 35  | +27 |                          |
| 4   | Liersche SK                 | 26 | 14 | 1  | 11 | 56 | 57 | 29  | -1  |                          |
| 5   | Royal Antwerp FC            | 26 | 9  | 9  | 8  | 71 | 54 | 27  | +17 |                          |
| 6   | Beerschot                   | 26 | 11 | 5  | 10 | 60 | 53 | 27  | +7  |                          |
| 7   | TSV Lyra                    | 26 | 10 | 6  | 10 | 49 | 52 | 26  | -3  |                          |
| 8   | RCS Brugeois                | 26 | 9  | 7  | 10 | 53 | 50 | 25  | +3  |                          |
| 9   | SC Anderlechtois            | 26 | 10 | 5  | 11 | 71 | 56 | 25  | +15 |                          |
| 10  | RC de Gand                  | 26 | 7  | 8  | 11 | 53 | 69 | 22  | -16 |                          |
| 11  | RFC Malinois                | 26 | 6  | 8  | 12 | 40 | 58 | 20  | -18 |                          |
| 12  | Belgica FC Edegem           | 26 | 8  | 4  | 14 | 66 | 76 | 20  | -10 |                          |
| 13  | Racing Club de Bruxelles    | 26 | 7  | 3  | 16 | 47 | 97 | 17  | -50 | Descenso a la Division I |
| 14  | Tilleur FC                  | 26 | 6  | 1  | 19 | 43 | 92 | 13  | -49 | Descenso a la Division I |

PJ = Partidos jugados; PG = Partidos ganados; PE = Partidos empatados; PP = Partidos perdidos; GF = Goles a favor; GC = Goles en contra; Pts = Puntos; DG = Diferencia de goles